# Lajeado Novo
Lajeado Novo – miasto i gmina w Brazylii, w Regionie Północno-Wschodnim, w stanie Maranhão.  
Ma powierzchnię 1047,73 km². Według danych ze spisu ludności w 2010 roku gmina liczyła 6923 mieszkańców, a gęstość zaludnienia wynosiła 6,61 osób/km². Dane szacunkowe z 2019 roku podają liczbę 7550 mieszkańców. 
W 2017 roku produkt krajowy brutto per capita wyniósł 9430,43 reali brazylijskich.
Gminę utworzono w 1994 roku, wcześniej tereny te administracyjnie były przynależne do gminy Montes Altos.